# The Matrix Awakens
The Matrix Awakens is een open-world videogame en technologiedemonstratie uit 2021, ontwikkeld door Epic Games door middel van Unreal Engine 5 in samenwerking met Warner Bros. Pictures, The Coalition, Wētā FX, Evil Eye Pictures, SideFX en anderen voor PlayStation 5 en Xbox Series X en Series S, en deed The Matrix Awakens dienst als marketing voor de film The Matrix Resurrections uit 2021.
Uitgebracht tijdens de Game Awards 2021 op 9 december 2021, bevat het Trinity ( Carrie-Anne Moss ) en Neo ( Keanu Reeves ), samen met zo realistisch mogelijke 3D-gescande modellen van zowel Moss als Reeves uit het heden, gespeeld door henzelf, in filmische en QTE -shooterscènes waarin de speler de controle kan nemen over een personage dat Epic introduceerde met Unreal's MetaHuman-makertool.
Hoewel de demo niet op de pc is uitgebracht, heeft Epic Games de stadsomgeving in de demo uitgebracht als een voorbeeldproject met de titel "City Sample" in hun Unreal Engine 5-workshop. Dit werd onmiddellijk door fans gebruikt om een Windows uitvoerbaar pakket te maken om door de stad genavigeerd kan worden, wat de mogelijkheid biedt om verschillende parameters van de game-engine te besturen. De game bevat ook NPC's met AI die gesprekken genereren wanneer spelers de audio gebruiken. De assets werden later ook hergebruikt in verschillende door fans gemaakte demo's met personages als Spider-Man en Batman. Het spel werd later, op 9 juli 2022, van de lijst gehaald.

## Achtergrond
De demo werd geschreven en geregisseerd door Resurrections -regisseur Lana Wachowski, waarbij veel leden van het team dat aan de eerste drie Matrix -films werkte, deelnamen aan het project, waaronder John Gaeta, James McTeigue, Kym Barrett en Kim Libreri, de chief technology officer van Epic Games.